# Iglesia católica en Inglaterra y Gales
La presencia de la  Iglesia católica en Inglaterra y Gales puede remontar su historia a los apóstoles a través de la cristiandad católica, la Iglesia latina occidental, particularizada y registrada en la Britania Romana, ya en el siglo I. Más tarde, en el siglo VI, la iglesia se unió judicialmente a la Sede Apostólica de Roma, cuando san Gregorio el Grande, a través de su misionero benedictino y romano, san Agustín de Canterbury, estableció un vínculo directo desde el Reino de Kent a la Santa Sede en el año 597 d. C.. Este antiguo vínculo con la fuente de orientación cristiana de san Ireneo, la Sede de Roma, ha enriquecido su identidad entre las iglesias, no solo en Gran Bretaña y Europa continental, sino también y especialmente en todo el mundo dentro de lo que se denomina la Comunión con la Sede Apostólica de Roma.
Hoy en día, la Iglesia católica inglesa considera a san Agustín como uno de sus fundadores regionales, vinculando al actual líder de la Iglesia Católica en Inglaterra directamente con el sucesor moderno del Papa san Gregorio Magno, el Papa León XIV. Esta línea ininterrumpida de la historia, que se remonta a san Agustín, se simboliza en el otorgamiento del palio, una vestimenta litúrgica papal (una capa de lana) sobre el sucesor católico de San Agustín, el arzobispo de Westminster.
Para resaltar esta continuidad episcopal e histórica, la Arquidiócesis de Westminster utiliza los ritos de instalación de los arzobispos católicos de Canterbury anteriores a la Reforma y los arzobispos anteriores de Westminster para la instalación de cada nuevo arzobispo de Westminster. Así, al igual que el Papa san Gregorio confirió el palio o el manto de lana a San Agustín, el Papa Francisco (en esa práctica antigua correspondiente) confirió el mismo símbolo de unidad al actual jefe de la Iglesia católica en Inglaterra, el Cardenal Vincent Nichols, cuando asumió el cargo.
Junto con las 22 diócesis de rito latino, hay dos diócesis de la Iglesia Católica Oriental: la Eparquía de la Sagrada Familia de Londres y la Eparquía siro-malabar de Gran Bretaña.
En el censo del Reino Unido de 2001, había 4.2 millones de católicos en Inglaterra y Gales, aproximadamente el 8% de la población. Cien años antes, en 1901, representaban solo el 4.2% de la población. En 1981, el 8,7% de la población de Inglaterra y Gales era católica. En 2009, una encuesta de Ipsos Mori encontró que el 9.6%, o 5.2 millones de personas eran católicos en Inglaterra y Gales. Las poblaciones considerables incluyen el noroeste de Inglaterra, donde uno de cada cinco es católico, como resultado de la migración irlandesa a gran escala en el siglo XIX, así como el alto número de recusantes ingleses en Lancashire.

## Historia

### Britanos romanos y el cristianismo primitivo

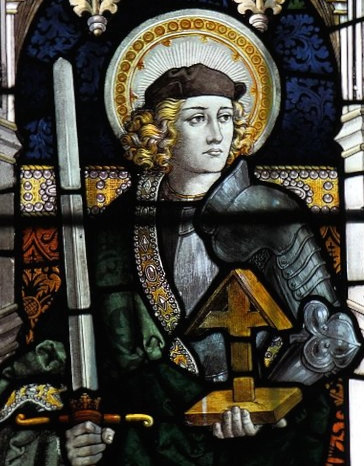
San Alban es considerado como el protomártir de los britanos romanos

Gran parte de Gran Bretaña se incorporó al Imperio Romano en el año 43 dC, después de que Claudio lideró la Conquista romana de Britania, conquistando las tierras habitadas por los celtas britones. Las tradiciones religiosas indígenas de los britones, bajo sus sacerdotes, los druidas, fueron reprimidas; en particular, cuando Cayo Suetonio Paulino lanzó un ataque contra Anglesey en el año 60 dC y destruyó el santuario y los bosques sagrados ubicados allí. En los años siguientes, la influencia romana vio la importación de varios cultos religiosos a la Bretaña, incluida la mitología romana, el mitraismo y el culto imperial. Una de estas sectas, entonces desaprobada por las autoridades romanas, fue la religión cristiana de origen levantino. Si bien no está claro exactamente cómo llegó, las primeras figuras británicas consideradas santos por los cristianos son San Alban, seguidos por los Santos Julio y Aarón, que viveronn en el siglo III.
Finalmente, la posición de las autoridades romanas sobre el cristianismo pasó de la hostilidad, a la tolerancia con el Edicto de Milán en el 313 dC y luego se convirtió en la religión oficial del estado gracias al Edicto de Tesalónica en el 380 dC, convirtiéndose en un componente clave de la cultura y la sociedad romano-británica. Los registros indican que los obispos romano-británicos, como Restitutus, asistieron al Concilio de Arlés en 314, lo que confirmó los hallazgos teológicos de una convocatoria anterior celebrada en Roma (el Concilio de Roma) en 313. La salida romana de Britania en el siglo siguiente y las posteriores invasiones germánicas disminuyeron considerablemente el contacto entre Britania y Europa continental. El cristianismo, sin embargo, continuó floreciendo en las zonas britonas de la Gran Bretaña. Durante este período, ciertas prácticas y tradiciones se consolidaron en Gran Bretaña e Irlanda, que se conocen colectivamente como cristianismo celta. Las características distintivas del cristianismo celta incluyen una tonsura monástica única y cálculos para la fecha de la Pascua. Sin importar esas diferencias, los historiadores no consideran que este cristianismo celta o británico sea una iglesia distinta separada del cristianismo general de Europa occidental.

### Conversión de los anglosajones
En 597, el papa Gregorio I envió a Agustín de Canterbury y 40 misioneros de Roma a evangelizar a los anglosajones, un proceso completado por el siglo séptimo. La misión gregoriana, como se la conoce, es de particular interés en la Iglesia Católica, ya que fue la primera misión papal oficial en fundar una iglesia. Con la ayuda de cristianos que ya residían en Kent, Agustín estableció un arzobispado en Canterbury, la antigua capital de Kent, y, habiendo recibido el palio anterior (vinculando su nueva diócesis a Roma), se convirtió en el primero de la serie de arzobispos católicos de Canterbury, cuatro de los cuales (Lorenzo, Melito, Justo y Honorio) formaban parte de la banda original de misioneros benedictinos. (El último arzobispo católico de Canterbury fue Reginald Pole, quien murió en 1558).  Durante este tiempo de misión, Roma buscó una mayor unidad con la iglesia local en Gran Bretaña, particularmente en lo que respecta a la fecha de la Pascua. Columbano, compatriota y eclesiástico de Columba, había pedido un juicio papal sobre la cuestión de la Pascua, al igual que los abades y los obispos de Irlanda. Más tarde, en su Historia ecclesiastica gentis Anglorum, Beda explicó las razones de la discrepancia: "[Columba] dejó sucesores que se distinguen por su gran caridad, amor divino y estricta atención a las reglas de disciplina, Siguiendo ciclos realmente inciertos en el cómputo del gran festival de Pascua, porque lejos de estar fuera del mundo, nadie les había proporcionado los decretos sinodales relacionados con la observancia de la Pascua". Se llevaron a cabo una serie de sínodos para resolver el asunto, que culminaron con el Sínodo de Whitby en 644. Los misioneros también introdujeron la Regla de Benedicto, la regla continental, a los monasterios anglosajones en Inglaterra. Wilfredo, un arzobispo benedictino consagrado de York (en 664), fue particularmente hábil en promover la Regla benedictina. Con el tiempo, el dominio continental benedictino se implantó en los monasterios y parroquias de Inglaterra, acercándolos más al Continente y Roma. Como resultado, a menudo se pedía al Papa que interviniera en las peleas, afirmara a los monarcas y decidiera las jurisdicciones. En 787, por ejemplo, el Papa Adriano I elevó a Lichfield a una archidiócesis y nombró a Hygeberht su primer arzobispo. Más tarde, en 808, el Papa León III ayudó a devolver al Rey Eardwulf de Northumbria a su trono; y en 859, el papa León IV confirmó y ungió al rey Alfredo El Grande, según la Crónica anglosajona. Los benedictinos individuales parecían jugar un papel importante a lo largo de este período. Por ejemplo, antes de que el monje benedictino San Dunstan fuera consagrado arzobispo de Canterbury en 960, el Papa Juan XII lo nombró legado y le encargó (junto con Ethelwold y Oswald) restaurar la disciplina en los monasterios existentes de Inglaterra, muchos de los cuales fueron destruidos por Invasores daneses.

### Conquista normanda de Inglaterra y Gales

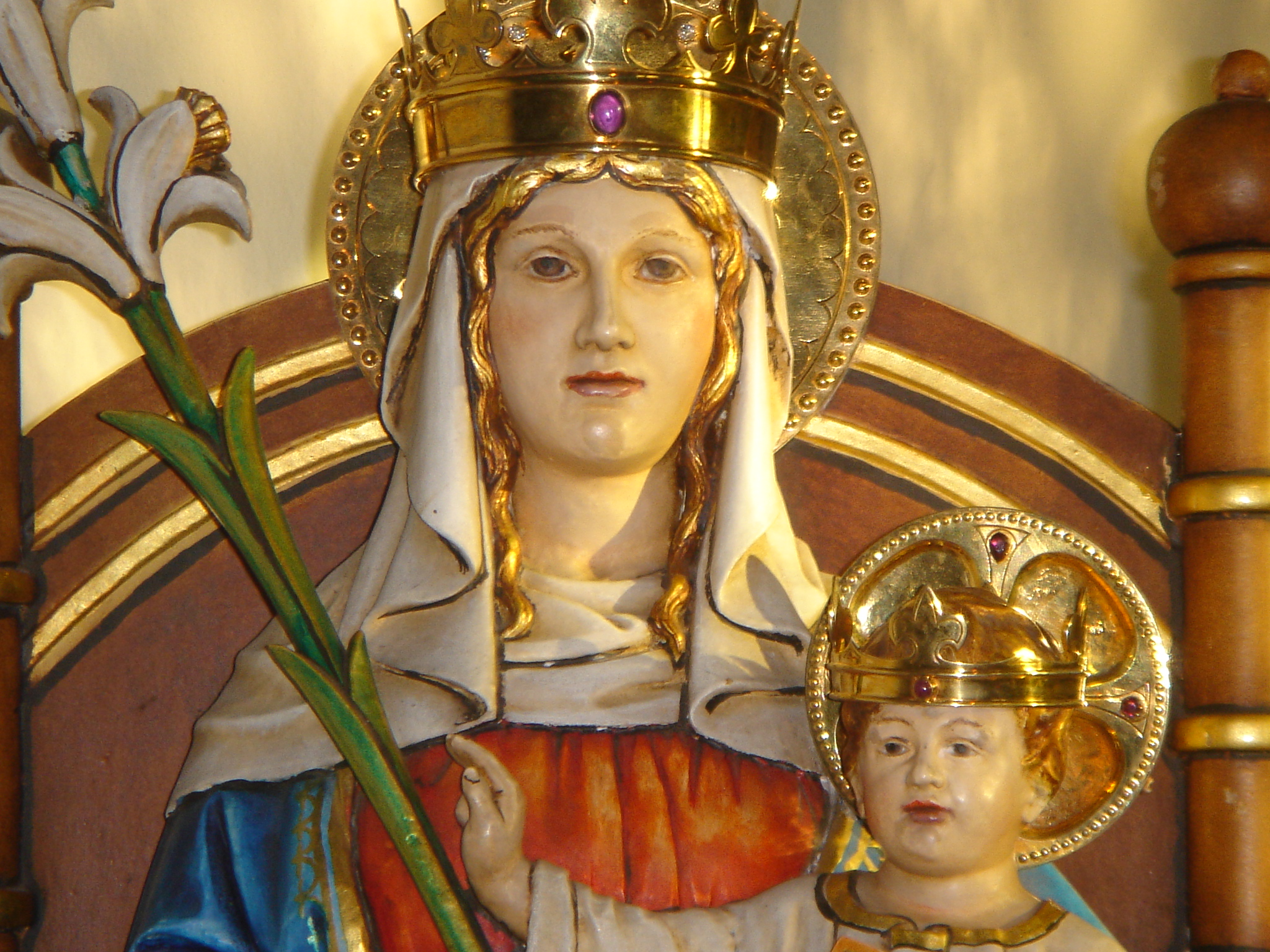
Nuestra Señora de Walsingham

El control de la Iglesia inglesa pasó de los anglosajones a los normandos después de la conquista normanda de Inglaterra. Los dos clérigos más prominentemente asociados con este proceso fueron Lanfranc y Anselmo, ambos benedictinos. Anselmo más tarde se convirtió en un Doctor de la Iglesia. Un siglo después, el Papa Inocencio III tuvo que confirmar la primacía de Canterbury sobre cuatro iglesias galesas por muchas razones, pero principalmente para sostener la importancia de la fundación gregoriana de la misión de Agustín.
Durante la época medieval, Inglaterra y Gales formaban parte de la cristiandad occidental. Durante este período, los monasterios y conventos, como los de Shaftesbury y Shrewsbury, fueron aspectos destacados de la sociedad que ofrecía alojamiento, hospitales y educación. Igualmente, escuelas como la Universidad de Oxford y la Universidad de Cambridge fueron importantes. Los miembros de las órdenes religiosas, en particular los dominicos y los franciscanos, se establecieron en ambas escuelas y mantuvieron casas para estudiantes. Clérigos como el arzobispo Walter de Merton fundaron el Merton College en Oxford y tres papas diferentes, Gregorio IX, Nicolás IV y Juan XXII, le dieron a Cambridge la protección legal y el estatus para competir con otras universidades medievales europeas.
La peregrinación era una característica prominente del catolicismo medieval, e Inglaterra y Gales fueron ampliamente provistos de muchos sitios populares de peregrinación. La aldea de Walsingham en Norfolk se convirtió en un santuario importante después de que una mujer noble llamada Richeldis de Faverches experimentó una visión reputada de la Virgen María en 1061 y le pidió que construyera una réplica de la Santa Casa en Nazaret. Algunos de los otros santuarios más sagrados fueron los de Holywell en Gales, que conmemoraron a Santa Winifreda y en la Abadía de Westminster a Eduardo el Confesor. En 1170, Tomás Becket, arzobispo de Canterbury, fue asesinado en su catedral por seguidores del rey Enrique II y fue canonizado rápidamente como mártir de la fe. Esto dio lugar a que la Catedral de Canterbury atrajera peregrinaje internacional e inspiró los Cuentos de Canterbury de Geoffrey Chaucer. 
Un inglés, Nicholas Breakspear, se convirtió en el papa Adriano IV, gobernando desde 1154 hasta 1159. Cincuenta y seis años más tarde, el cardenal Stephen Langton, el primero de los cardenales ingleses y luego el arzobispo de Canterbury (1208-28), se convirtió en una figura fundamental en la disputa entre el rey Juan y el papa Inocencio III. Esta situación crítica llevó a la firma y posterior promulgación de la Carta Magna en 1215, la cual, entre otras cosas, insistió en que la iglesia inglesa debería estar libre de citas eclesiásticas fijadas por el rey.

### Período Tudor y resistencia católica

Una pancarta que muestra las Santas Heridas de Jesucristo que fueron llevadas por partidarios durante el Peregrinaje de Gracia.

La dinámica del vínculo previo a la Reforma entre la Iglesia católica en Inglaterra y la Sede apostólica se mantuvo vigente durante casi mil años. Es decir, no había diferencia doctrinal entre la fe de los ingleses y el resto de la cristiandad católica, especialmente después de calcular la fecha de la Pascua en el Sínodo de Whitby en 667, y formalizar otras costumbres según la Sede de Roma. La designación "Iglesia inglesa" (Ecclesia Anglicana en latín) se hizo, pero siempre en el sentido del término que indica que era parte de la única Iglesia católica en comunión con el Papa que se localizó en Inglaterra. Otras regiones de la iglesia se localizaron en Escocia (Ecclesia Scotticana), Francia (Ecclesia Gallicana) España (Ecclesia Hispanica), etc. Estas cogniciones regionales o designaciones fueron utilizadas comúnmente en Roma por el personal o los funcionarios para identificar una localidad de la iglesia universal, pero Nunca implicar ninguna ruptura con la Santa Sede.
En 1534, sin embargo, durante el reinado del rey Enrique VIII, la iglesia, a través de una serie de actos legislativos entre 1533 y 1536, se separó de la Santa Sede por un período como iglesia nacional y el Rey se declaró Jefe Supremo: el cisma inglés. Esta ruptura fue en respuesta a la negativa del Papa a anular el matrimonio de Enrique VIII con Catalina de Aragón. Aunque el Rey no aceptó las innovaciones protestantes en la doctrina o la liturgia, no obstante, extendió la tolerancia e incluso la promoción al clero con simpatías protestantes a cambio de apoyo para su ruptura con Roma. Por otro lado, la falta de aceptación de esta ruptura, particularmente por parte de personas prominentes en la iglesia y el estado, fue considerada por el Rey como una traición, que resultó en la ejecución de Thomas More, el ex canciller y John Fisher, obispo de Rochester, entre otros. La Ley de la Sede de Roma de 1536 impuso la separación de Roma, mientras que la Peregrinación de Gracia de 1536 y la Rebelión de Bigod de 1537, los levantamientos en el Norte contra los cambios religiosos, fueron reprimidos con sangre. A lo largo de 1536-41, Enrique VIII participó en una disolución a gran escala de los Monasterios, que controlaban la mayor parte de la riqueza de la iglesia y gran parte de las tierras más ricas. Disolvió monasterios, prioratos, conventos y frailes en Inglaterra, Gales e Irlanda, asignó sus ingresos, dispuso de sus bienes y proporcionó pensiones a los antiguos residentes. No entregó estas propiedades a su Iglesia nacional de Inglaterra. En cambio, fueron vendidos, principalmente para pagar las guerras. El historiador G. W. Bernard sostiene que la disolución de los monasterios a fines de la década de 1530 fue uno de los eventos más revolucionarios de la historia inglesa. Había casi 900 casas religiosas en Inglaterra: alrededor de 260 de monjes, 300 de canónigos regulares, 142 conventos femeninos y 183 de frailes; unas 12,000 personas en total, 4,000 monjes, 3,000 canónigos, 3,000 frailes y 2,000 monjas. Un adulto de cada cincuenta profesaba en órdenes religiosas. En la perspectiva católica, la acción de Enrique VIII fue un sacrilegio, una profanación pública de las cosas consagradas a Dios: un pecado. A pesar de todo ello, Enrique VIII mantuvo una fuerte preferencia por las prácticas católicas tradicionales y, durante su reinado, los reformadores protestantes no pudieron hacer muchos cambios en las prácticas de su iglesia nacional, la Iglesia de Inglaterra. De hecho, esta parte del reinado de Enrique vio el juicio por herejía de protestantes y católicos que se resistieron a sus políticas.
El reinado de 1547 a 1553 del muchacho, el rey Eduardo VI, vio cómo la Iglesia de Inglaterra estaba más influenciada por el protestantismo en su fe y adoración, con la misa latina (latina) reemplazada por el libro de oración común (en inglés), el arte representativo y las estatuas en Los edificios eclesiásticos fueron destruidos y las prácticas católicas que sobrevivieron durante el reinado de Enrique, por ejemplo, el dicho público de oraciones a la Virgen María, como Salve Regina, terminaron. En 1549 se produjo el levantamiento occidental en Cornwall y Devon para protestar por la abolición de la misa; los rebeldes denominaron al Servicio de la Comunión Sagrada de 1549 "comúnmente llamado misa" un juego cristiano. La rebelión fue duramente sofocada.
Bajo la reina María I, en 1553, la Iglesia inglesa fracturada y cismática se vinculó nuevamente con el catolicismo continental y la Sede de Roma a través de las iniciativas doctrinales y litúrgicas de Reginald Pole y otros reformadores católicos. María estaba decidida a devolver toda Inglaterra a la fe católica. Este objetivo no estaba necesariamente en desacuerdo con la sensación de una gran parte de la población; La reforma protestante de Edward no había sido bien recibida en todas partes, y había ambigüedad en las respuestas de las parroquias. María también tenía algunas familias poderosas detrás de ella. La familia Jerningham junto con otras familias católicas de Anglia Oriental como Bedingfelds, Waldegraves, Rochesters junto con los Huddlestons de Sawston Hall fueron "la clave para la exitosa adhesión de Reina María al trono. Sin ellos ella nunca lo hubiera logrado". Sin embargo, las ejecuciones de María de 300 protestantes al quemarse en la estaca resultaron contraproducentes, ya que esta dura medida fue extremadamente impopular entre la población. Por ejemplo, en lugar de ejecutar al arzobispo Cranmer por traición por apoyar a la reina Jane, ella hizo probar su herejía y quemarlo en una estaca. El Libro de los Mártires de Foxe, que glorificó a los protestantes asesinados en ese momento y vilipendió a los católicos, le aseguró un lugar en la memoria popular como María Sangrienta. Durante los siglos posteriores, la idea de otra reconciliación con Roma se vinculó en la mente de muchos ingleses con la renovación de los intereses de María. En última instancia, su dureza fue un éxito, pero a costa de alejar a una parte bastante grande de la sociedad inglesa que se había alejado de algunas prácticas devocionales católicas tradicionales. Estos ingleses no eran calvinistas ni luteranos, pero ciertamente se inclinaban hacia el protestantismo (y para fines del siglo XVI, ciertamente eran protestantes).
Cuando María murió y Elizabeth I se convirtió en reina en 1558, la situación religiosa en Inglaterra se confundió. A lo largo del paisaje religioso de los reinados de Enrique VIII, Eduardo VI y María I, es probable que una proporción significativa de la población (especialmente en las zonas rurales y periféricas del país) continúe manteniendo opiniones católicas, o eran conservadoras. Sin embargo, Elizabeth era protestante y "los mismos rituales con los que la parroquia había celebrado su adhesión serían barridos". Así, el primer acto de Elizabeth fue revertir el restablecimiento de su hermana del catolicismo mediante los actos de supremacía y uniformidad. El Acta de Supremacía de 1558 hizo que fuera un delito hacer valer la autoridad de cualquier príncipe, prelado u otra autoridad extranjera, y estaba destinado a abolir la autoridad del Papa en Inglaterra. Una tercera ofensa fue la alta traición, punible con la muerte. El Juramento de Supremacía, impuesto por el Acta de Supremacía de 1558, proporcionó a cualquier persona que asuma cargos públicos o de la iglesia en Inglaterra jurar lealtad al monarca como Gobernador Supremo de la Iglesia de Inglaterra. La falta de jurar fue un delito, aunque no se convirtió en traición hasta 1562, cuando la Ley de Supremacía de la Corona de 1562 cometió una segunda ofensa de negarse a prestar la traición de juramento.
Durante los primeros años de su reinado de 1558-1570, hubo una relativa indulgencia hacia los católicos que estaban dispuestos a mantener su religión privada, especialmente si estaban preparados para continuar asistiendo a sus iglesias parroquiales. La redacción del libro oficial de oraciones había sido cuidadosamente diseñada para hacer esto posible al omitir agresivamente el asunto "herético", y al principio muchos católicos ingleses de hecho adoraban a sus vecinos protestantes, al menos hasta que esto fue prohibido oficialmente por el Papa Pío V en 1570 en su bula, Regnans in Excelsis, que también declaró que Elizabeth no era una reina legítima y debía ser depuesta, la excomulgó formalmente y a cualquiera que la obedeciera y obligó a todos los católicos a intentar derrocarla.
En respuesta, el "Acta para retener a los súbditos de la Majestad de la Reina en su obediencia", aprobada en 1581, hizo que fuera una gran traición reconciliar a alguien o reconciliarse con "la religión romana", o procurar o publicar cualquier bula papal o cualquier tipo de escritura. La celebración de la misa fue prohibida bajo pena de una multa de doscientos marcos y encarcelamiento por un año para el celebrante, y una multa de cien marcos y la misma prisión para aquellos que escucharon la misa. Esta ley también incrementó la pena por no asistir al servicio anglicano a la suma de veinte libras por mes, o encarcelamiento hasta que se pagara la multa, o hasta que el delincuente fuera a la Iglesia Protestante. Se infligió una multa adicional de diez libras al mes a cualquiera que se quedara con un maestro de escuela que no asistió al servicio protestante. El propio maestro de escuela debía ser encarcelado por un año.
En el marco de las guerras de Inglaterra con poderes católicos como Francia y España, que culminaron con el intento de invasión de la Armada española en 1588, la bula papal desató un sentimiento nacionalista que equipara al protestantismo con la lealtad a un monarca muy popular, lo que hace que cada católico tenga un potencial traidor, incluso a los ojos de aquellos que no eran protestantes extremos. El levantamiento del norte, el complot de Throckmorton y el de Babington, junto con otras actividades subversivas de los partidarios de María, la reina de Escocia, reforzaron la asociación del catolicismo y la traición en la mente popular.
El clímax de la persecución de los católicos por parte de Isabel fue alcanzado en 1585 por la "Ley contra los jesuitas, los sacerdotes del Seminario y otras personas desobedientes similares". Este estatuto, según el cual se ejecutó a la mayoría de los mártires católicos ingleses, se convirtió en una gran traición para cualquier jesuita o cualquier sacerdote de seminario que estuviese en Inglaterra, y un delito grave para que cualquiera los abrigara o relevara.
La última de las leyes anticatólicas de Elizabeth fue la Ley para el mejor descubrimiento de personas malvadas y sediciosas que se denominan a sí mismas católicas, pero que son súbditos rebeldes y traidores. Su efecto fue prohibir que todos los recusados se fueran a más de cinco millas de su lugar de residencia, y ordenar que todas las personas sospechosas de ser jesuitas o sacerdotes de seminario, y no responder satisfactoriamente, fueran encarceladas hasta que lo hicieran.
Sin embargo, Elizabeth no creía que sus políticas anticatólicas constituyeran una persecución religiosa, encontrando difícil, en el contexto de la redacción intransigente de la Bula Papal contra ella, distinguir a aquellos católicos que estaban en conflicto con ella de los católicos sin tales diseños. El número de católicos ingleses ejecutados bajo Elizabeth fue significativo, incluyendo a Edmund Campion, Robert Southwell y Margaret Clitherow. La misma Elizabeth firmó la sentencia de muerte que condujo al regicidio, la decapitación de su prima, María, reina de Escocia. De hecho, como MacCulloch ha señalado, "Inglaterra asesinó judicialmente a más católicos romanos que a cualquier otro país de Europa, lo que coloca el orgullo inglés en la tolerancia nacional en una perspectiva interesante".
Debido a la persecución en Inglaterra, los sacerdotes católicos en Inglaterra fueron entrenados en el extranjero en el Colegio Inglés en Roma, en el Colegio Inglés en Douai, en el Real Colegio de San Albano en España y en el Colegio Inglés en Sevilla. Dado que Douai se encontraba en los Países Bajos españoles, parte de los dominios del mayor enemigo de la Inglaterra isabelina, y Valladolid y Sevilla en la propia España, se asociaron en el ojo público con la subversión política y religiosa. Fue esta combinación de opinión pública nacionalista, persecución sostenida y el surgimiento de una nueva generación que no pudo recordar los tiempos anteriores a la Reforma y no tenía una lealtad preestablecida al catolicismo, lo que redujo el número de católicos en Inglaterra durante este período, aunque El recuerdo exagerado del reinado de la reina María I fue otro factor que no se debe subestimar. Sin embargo, para el final del reinado, probablemente el 20% de la población todavía era católica, con otro 10% de disidentes "puritanos" protestantes y el resto más o menos reconciliado con la iglesia, según lo establecido como "parroquianos anglicanos". Al final de su reinado, la mayoría de los ingleses habían sido descatolicizados en gran parte, pero no protestaban.

## Organización

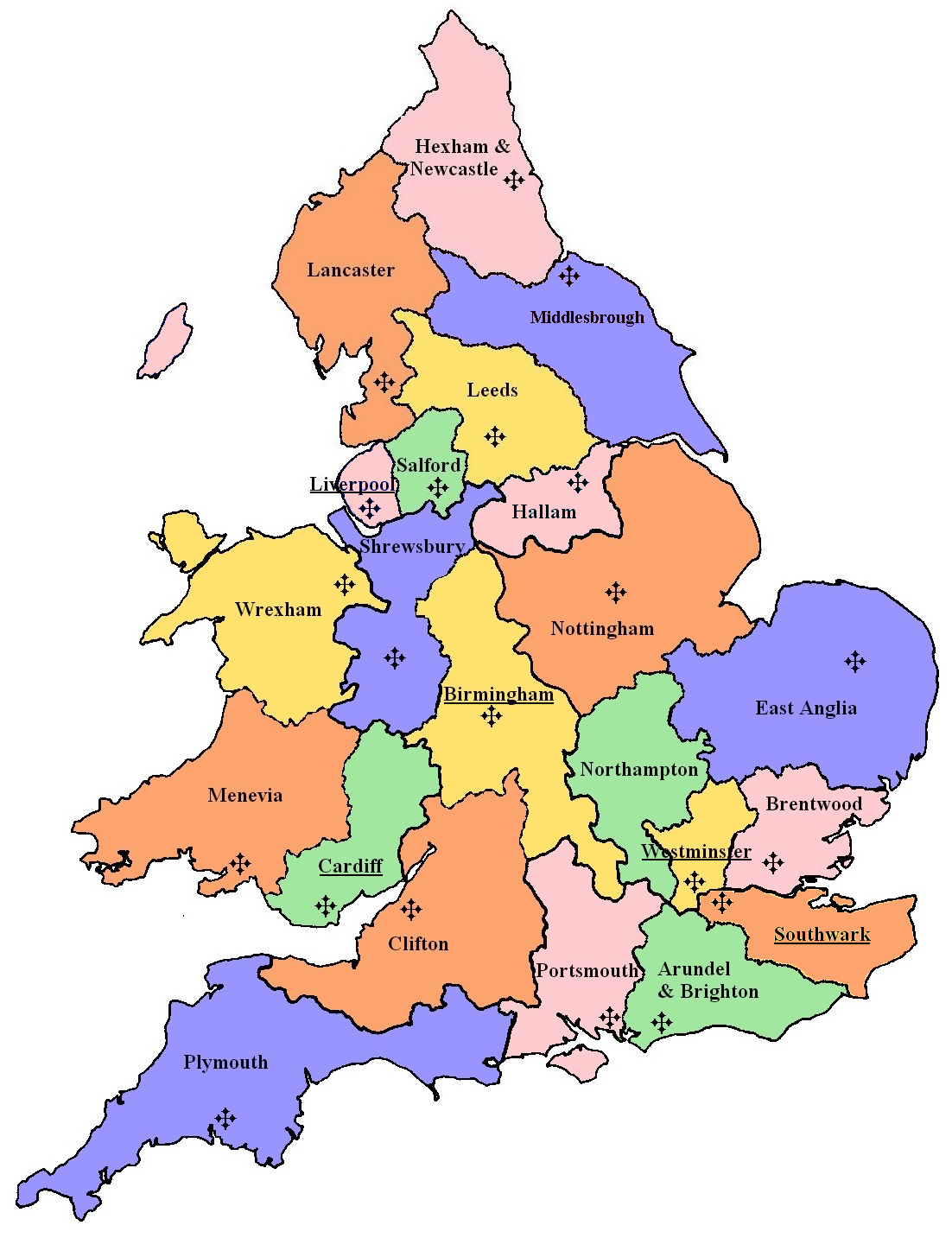
Diócesis en Inglaterra y Gales

La Iglesia católica en Inglaterra y Gales tiene cinco provincias: Birmingham, Cardiff, Liverpool, Southwark y Westminster. Hay 22 diócesis que se dividen en parroquias (en comparación, la Iglesia de Inglaterra y la Iglesia en Gales tienen actualmente un total de 50 diócesis). Además de estas, hay cuatro diócesis que cubren Inglaterra y Gales para grupos específicos que son el Obispado de las Fuerzas, la Eparquía para los Ucranianos, la Eparquía siro-malabar de Gran Bretaña  y el Ordinariato Personal para los ex Anglicanos.
Los obispos católicos en Inglaterra y Gales se unen en una estructura de colaboración conocida como la Conferencia de Obispos. Actualmente, el arzobispo de Westminster, Vincent Gerard Nichols, es el presidente de la Conferencia de Obispos. Por esta razón, en la Iglesia católica global (fuera de Inglaterra), es de facto el Primado de Inglaterra, aunque no a los ojos de la ley inglesa y la Iglesia establecida de Inglaterra. Históricamente, la evitación del título de "Primado" fue para evitar una tensión anticatólica, de la misma manera que los obispos de la jerarquía restaurada evitaron usar los títulos actuales de las sedes anglicanas (Arzobispo de Westminster en lugar de "Canterbury" o "Londres "). Sin embargo, el Arzobispo de Westminster tenía ciertos privilegios: fue el único metropolitano en el país hasta 1911 (cuando se crearon las arquidiócesis de Birmingham y Liverpool) y siempre ha actuado como líder en las reuniones de los obispos ingleses.
Aunque los obispos de la jerarquía restaurada se vieron obligados a tomar nuevos títulos, como el de Westminster, se vieron muy en continuidad con la Iglesia anterior a la Reforma. Westminster, en particular, se vio a sí mismo como la continuación de Canterbury, de ahí la similitud del escudo de armas de las dos sedes (con Westminster creyendo que tiene más derecho ya que presenta el palio, que ya no se entrega a los arzobispos anglicanos). En la parte posterior de la Catedral de Westminster hay una lista de Papas y, junto con esto, una lista de los Arzobispos Católicos de Canterbury que comienzan con Agustín de Canterbury y el año en que recibieron el palio. Después del Cardenal Pole, el último titular católico de Canterbury, se registran los nombres de los vicarios católicos, obispos apostólicos o titulares (desde 1685) y luego los Arzobispos de Westminster, en una línea intacta, desde el 597 hasta el presente, según la Arquidiócesis de Westminster. Para resaltar esta continuidad o línea imperturbable de hoy, que se remonta a la designación de Agustín por parte del Papa Gregorio I y su posterior otorgamiento del palio a la persona designada, se utilizaron los ritos de instalación de los Arzobispos Católicos de Canterbury y los Arzobispos de Westminster anteriores a la Reforma del actual cardenal arzobispo de Westminster, Vincent Gerard Nichols. Se convirtió en el cuadragésimo tercero de los cardenales ingleses desde el siglo XII.

### Jerarquía
| Diócesis                                                                   | Provincia          | Territorio aproximado                                                                                          | Catedral                                                                    | Creación |
| -------------------------------------------------------------------------- | ------------------ | --- | --------------------------------------------------------------------------- | --- |
| Diócesis de Arundel y Brighton Obispo de Arundel y Brighton                | Southwark          | Surrey (excluyendo Spelthorne) y Sussex                                                                        | Catedral de Nuestra Señora y San Felipe Howard                              | 1965 (de la Diócesis de Southwark) |
| Arquidiócesis de Birmingham Arzobispo de Birmingham                        | Birmingham         | West Midlands, Staffordshire, Warwickshire, Worcestershire, Oxfordshire al norte del Támesis                   | Catedral Metropolitana y Basílica de San Chad                               | 1850 (elevada a Arquidiócesis en 1911) |
| Diócesis de Brentwood Obispo de Brentwood                                  | Westminster        | Condado histórico de Essex (incluyendo el noreste Greater London)                                              | Catedral de Santa María y Santa Elena                                       | 1917 (de la Arquidiócesis de Westminster)                                                                                                   |
| Arquidiócesis de Cardiff Arzobispo de Cardiff                              | Cardiff            | Oriente de Glamorgan, Herefordshire, Monmouthshire                                                             | Catedral de San David de Cardiff                                            | 1850 (originalmente como Diócesis de Newport y Menevia; como Diócesis de Newport desde 1895; elevado a la Archidiócesis de Cardiff en 1916) |
| Diócesis de Clifton Obispo de Clifton                                      | Birmingham         | Bristol, Gloucestershire, Somerset, Wiltshire                                                                  | Catedral de San Pedro y San Pablo                                           | 1850 |
| Diócesis de East Anglia Obispo de East Anglia                              | Westminster        | Peterborough, Cambridgeshire, Norfolk, Suffolk                                                                 | Catedral de San Juan Bautista                                               | 1976 (de la Diócesis de Northampton) |
| Diócesis de Hallam Obispo de Hallam                                        | Liverpool          | South Yorkshire, High Peak, North Derbyshire, Chesterfield, Bassetlaw                                          | Catedral de Santa María                                                     | 1980 (de la Diócesis de Leeds y Nottingham)                                                                                                 |
| Diócesis de Hexham y Newcastle Obispo de Hexham y Newcastle                | Liverpool          | Tyne and Wear, Northumberland, County Durham                                                                   | Catedral de Santa María                                                     | 1850 (originalmente como diócesis de Hexham; como Hexham y Newcastle desde 1861)                                                            |
| Diócesis de Lancaster Obispo de Lancaster                                  | Liverpool          | Cumbria and Northern Lancashire                                                                                | Catedral de San Pedro                                                       | 1924 (de la Diócesis de Hexham y Newcastle y la Arquidiócesis de Liverpool)                                                                 |
| Diócesis de Leeds Obispo de Leeds                                          | Liverpool          | Historic West Riding of Yorkshire excluding South Yorkshire                                                    | Catedral de Santa Ana                                                       | 1878 (de Diócesis de Beverley) |
| Arquidiócesis de Liverpool Arzobispo de Liverpool                          | Liverpool          | Merseyside al norte del Mersey, West Lancashire, Isle of Man                                                   | Catedral Metropolitana de Cristo Rey                                        | 1850 (elevada a Arquidiócesis en 1911) |
| Diócesis de Menevia Obispo de Menevia                                      | Cardiff            | Brecknockshire, Cardiganshire, Carmarthenshire, Pembrokeshire, Radnorshire y Glamorgan occidental              | Catedral de San José                                                        | 1898 (del Vicariato Apostólico de Gales) |
| Diócesis de Middlesbrough Obispo de Middlesbrough                          | Liverpool          | Histórico North Riding of Yorkshire, Histórico East Riding of Yorkshire, York                                  | Catedral de Santa María                                                     | 1878 (de la Diócesis de Beverley) |
| Diócesis de Northampton Obispo de Northampton                              | Westminster        | Northamptonshire, Bedfordshire, Buckinghamshire, Berkshire al norte del Támesis                                | Catedral de Santa María y Santo Tomás                                       | 1850 |
| Diócesis de Nottingham Obispo de Nottingham                                | Westminster        | Derbyshire, Nottinghamshire, Leicestershire, Rutland, Lincolnshire                                             | Catedral de San Bernabé                                                     | 1850 |
| Diócesis de Plymouth Obispo de Plymouth                                    | Southwark          | Cornwall, Devon, Dorset                                                                                        | Catedral de Santa María y San Bonifacio                                     | 1850 |
| Diócesis de Portsmouth Obispo de Portsmouth                                | Southwark          | Hampshire, Isla de Wight, Berkshire y Oxfordshire al sur del Támesis, The Channel Islands                      | Catedral de San Juan Evangelista                                            | 1882 (de la Diócesis de Southwark) |
| Diócesis de Salford Obispo de Salford                                      | Liverpool          | Parte del Gran Manchéster, Sureste de Lancashire                                                               | Catedral de San Juan Evangelista                                            | 1850 |
| Diócesis de Shrewsbury Obispo de Shrewsbury                                | Birmingham         | Cheshire, Shropshire, El Wirral y Mánchester al sur del Mersey                                                 | Catedral de Nuestra Señora Auxiliadora y San Pedro de Alcántara             | 1850 |
| Arquidiócesis de Southwark Arzobispo de Southwark                          | Southwark          | Kent, Gran Londres, al sur del Támesis                                                                         | Catedral de San Jorge                                                       | 1850 (elevada a Arquidiócesis en 1965) |
| Arquidiócesis de Westminster Arzobispo de Westminster                      | Westminster        | Hertfordshire, Histórico Coundado de Middlesex (es decir, Northh-Six Greater London, mas Spelthorne en Surrey) | Catedral de la Preciosísima Sangre de Cristo                                | 1850 |
| Diócesis de Wrexham Obispo de Wrexham                                      | Cardiff            | Anglesey, Caernarfonshire, Denbighshire, Flintshire, Merionethshire y Montgomeryshire                          | Catedral de Nuestra Señora de los Dolores                                   | 1987 (de la Diócesis de Menevia) |
| Eparquía de la Sagrada Familia de Londres Obispo Hlib Lonchyna             | Kiev–Galicia       | Gran Bretaña                                                                                                   | Catedral de la Sagrada Familia en el Exilio                                 | 1957 (elevada a Eparquia en 2013) |
| Eparquía siro-malabar de Gran Bretaña Mar Joseph Srampickal                | Ernakulam-Angamaly | Gran Bretaña                                                                                                   | Catedral de Santa Alfonsa                                                   | 2016 |
| Obispado de las Fuerzas Obispo de las Fuerzas                              | Santa Sede         | Fuerzas HM tanto en Gran Bretaña como en el extranjero.                                                        | Catedral de San Miguel y San Jorge                                          | 1986 |
| Ordinariato personal de Nuestra Señora de Walsingham Monseñor Keith Newton | Santa Sede         | Ex clérigos anglicanos, religiosos y laicos residentes en Inglaterra, Gales y Escocia.                         | Iglesia principal de Nuestra Señora de la Asunción y San Gregorio (Londres) | 2011 |

### Ordinariato personal de Nuestra Señora de Walsingham
En octubre de 2009, luego de herméticas conversaciones entre algunos anglicanos y la Santa Sede, el Papa Benedicto hizo una oferta relativamente incondicional para acomodar a los anglicanos descontentos en la Iglesia de Inglaterra, permitiéndoles, por primera vez, retener parte de su liturgia y herencia bajo el Anglicanorum coetibus, mientras que están en plena comunión con Roma. Para abril de 2012, el ordinariato contaba con aproximadamente 1200 individuos, incluyendo cinco obispos y 60 sacerdotes. El ordinariato ha reclutado a un grupo de aristócratas como vicepresidentes honorarios para ayudar. Estos incluyen al duque de Norfolk, la condesa de Oxford y Asquith y la duquesa de Somerset. Otros vicepresidentes incluyen a Lord Nicholas Windsor, Sir Josslyn Gore-Booth y Squire de Lisle, cuyo antepasado Ambrose de Lisle fue un converso católico del siglo XIX que abogó por la reunión corporativa de la Iglesia Anglicana con Roma. De acuerdo con el líder del grupo, Mons. Keith Newton, el ordinariato "trabajará en algo con sabor anglicano, pero no aportará ningún conjunto de liturgia anglicana". El director de música de la Abadía de Westminster, el católico James O'Donnell, compara el ordinariato con una iglesia Uniate o con uno de los muchos ritos católicos no latinos, diciendo: "Esta es una buena oportunidad para que recordemos que no hay una talla única para todos, y que este podría ser un buen momento para adoptar la famosa filosofía de la función pública: "celebrar la diversidad". En mayo de 2013, un ex sacerdote anglicano, Alan Hopes, fue nombrado nuevo Obispo de East Anglia, cuya diócesis incluye el Santuario de Nuestra Señora de Walsingham.

### Iglesias católicas orientales

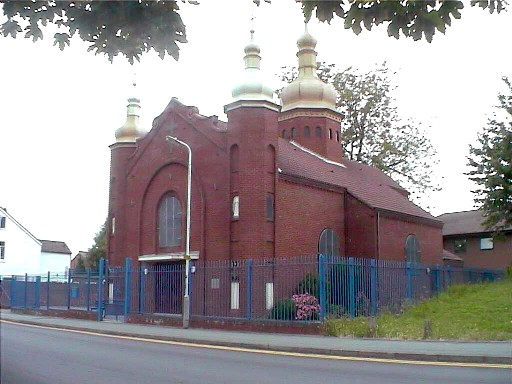
La parroquia de una Iglesia greco-católica ucraniana en Wolverhampton, Inglaterra

Existe el Exarcado Apostólico para Ucranianos que sirve a los 15,000 católicos griegos ucranianos en Gran Bretaña, con una catedral y varias iglesias en todo el país. 
La Orden Libanesa Maronita (OLM) funciona en Inglaterra y Gales. La OLM es una orden de la Iglesia católica maronita, que sirve a los católicos maronitas en Inglaterra y Gales. El Rev. Agustín Aoun es el párroco de los maronitas. La OLM dirige algunas iglesias, por ejemplo, Nuestra Señora de los Dolores en Paddington y Nuestra Señora del Líbano en Swiss Cottage.
También hay capellanes católicos involucrados en los ministerios de las Iglesias católicas orientales (de las comunidades eritrea, caldea, siríaca, sirio-malabar, siro-malankara y melkita). 

## Demografía

### Estadísticas generales
En el censo del Reino Unido de 2001, había 4.2 millones de católicos en Inglaterra y Gales, aproximadamente el ocho por ciento de la población. Cien años antes, en 1901, representaban solo el 4,8% de la población. En 1981, el 8,7 por ciento de la población de Inglaterra y Gales era católica. En 2009, una encuesta de Ipsos Mori encontró que el 9.6 por ciento, o 5,2 millones de personas de todas las etnias eran católicos en Inglaterra y Gales. Las poblaciones importantes incluyen el noroeste de Inglaterra, donde uno de cada cinco es católico, como resultado de la inmigración irlandesa a gran escala en el siglo XIX, así como el alto número de recusantes ingleses en Lancashire.
La migración de Irlanda en los siglos XIX y XX y la migración más reciente de Europa del Este han aumentado significativamente el número de católicos en Inglaterra y Gales, aunque los datos y estadísticas de 2018 de Pew Research apuntan a otros factores en juego. Según los investigadores de Pew, el 19% de los adultos del Reino Unido se identifican como católicos, casi duplicando la población católica. Si bien las cifras solo para Inglaterra y Gales son difíciles de estimar, la composición étnica de la población católica en el Reino Unido (que incluye a los irlandeses del norte) fue, al menos en 2008, la siguiente: 
| Blancos británicos          | 74.6% |
| Blancos orientales europeos | 9.5%  |
| Blancos Irlandeses          | 4.4%  |
| Otro (Blanco)               | 3.9%  |
| Africano                    | 2.5%  |
| Otros (mestizo)             | 1.9%  |
| Afrocaribeño/Otro           | 1.7%  |
| Asiático                    | 1.5%  |

Los miembros de Europa del Este son principalmente de Polonia, con un número menor de Lituania, Letonia y Eslovaquia.

## Controversia de adopción
El 3 de noviembre de 2016, John Bingham informó en The Daily Telegraph que el Cardenal Vincent Nichols reconoció oficialmente que la Iglesia Católica en Inglaterra y Gales había presionado a las jóvenes madres en situación económica precaria del país para que pusieran a sus hijos en adopción en agencias vinculadas a la Iglesia Católica en todo el país décadas después de la Segunda Guerra Mundial y ofreció una disculpa.